# Мілосна (Вармінсько-Мазурське воєводство)
Мілосна (пол. Miłosna, нім. Liebenau) — село в Польщі, у гміні Ґодково Ельблонзького повіту Вармінсько-Мазурського воєводства.
Населення — 59 осіб (2011).
У 1975-1998 роках село належало до Ельблонзького воєводства.

## Демографія
Демографічна структура станом на 31 березня 2011 року:
|          | Загалом | Допрацездатний вік | Працездатний вік | Постпрацездатний вік |
| -------- | ------- | ------------------ | ---------------- | -------------------- |
| Чоловіки | 29      | 7                  | 20               | 2                    |
| Жінки    | 30      | 7                  | 13               | 10                   |
| Разом    | 59      | 14                 | 33               | 12                   |